# NGC 5180
NGC 5180 é uma galáxia lenticular (S0) localizada na direcção da constelação de Coma Berenices. Possui uma declinação de +16° 49' 33" e uma ascensão recta de 13 horas, 29 minutos e 26,9 segundos.
A galáxia NGC 5180 foi descoberta em 21 de Março de 1784 por William Herschel.